# 歯髄鎮痛消炎療法
歯髄鎮痛消炎療法は、う蝕や充填物など歯髄に刺激となっている因子を除去してから薬剤を適用し、初期の歯髄炎（可逆性歯髄炎）を治癒させる治療法。
痛みのある不可逆性歯髄炎に対し、抜髄を前提として薬剤を貼付し、鎮痛を図る方法であり、しばしば緊急処置として実施。